# Lauxania shewelli
Lauxania shewelli är en tvåvingeart som beskrevs av Perusse och Wheeler 2000. Lauxania shewelli ingår i släktet Lauxania och familjen lövflugor. Inga underarter finns listade i Catalogue of Life.